# Riuttasaari (ö i Södra Savolax, S:t Michel, lat 61,99, long 26,93)
Riuttasaari är en ö i Finland. Den ligger i sjön Kyyvesi och i kommunen Kangasniemi i den ekonomiska regionen  S:t Michel och landskapet Södra Savolax, i den södra delen av landet, 230 km nordost om huvudstaden Helsingfors. Öns area är 14 hektar och dess största längd är 0,8 kilometer i nord-sydlig riktning.